# Igor Demo
Igor Demo (* 18. September 1975 in Nitra) ist ein ehemaliger slowakischer Fußballspieler.

## Spielerkarriere
Der Mittelfeldspieler spielte in der Slowakei für den FC Nitra und Slovan Bratislava, ehe er 1998 zur PSV Eindhoven wechselte. Im Jahr 1999 ging er dann zu Borussia Mönchengladbach, wo er sechs Jahre spielte. Die Borussia-Fans riefen bei der Nennung seines Namens während der Verkündung der Mannschaftsaufstellung „Igor Demo Fußballgott“. 2005 verpflichtete ihn der Grazer AK. Demo konnte beim GAK allerdings aufgrund von Verletzungen nicht richtig Fuß fassen und am 5. Januar 2006 wurde die Zusammenarbeit in beiderseitigem Einvernehmen beendet. Nachdem Demo seinen Kontrakt mit dem Grazer AK gelöst hatte, spielte er bis zum Ende der Spielzeit 2005/2006 noch einmal für seinen Stammverein FC Nitra in der slowakischen ersten Liga und beendete dann seine Spielerkarriere.
Demo bestritt 24 Spiele für die slowakische Nationalmannschaft.

## Karriere als Sportfunktionär
Igor Demo ist seit Beginn der Rückrunde 2007/2008 als einer der sportlichen Leiter (“športový manažér”) beim FC Nitra tätig.
Von 2016 bis 2021 unterstützte er bei Borussia Mönchengladbach den Neuzugang László Bénes als Betreuer und Dolmetscher.